# Tyriaspis whitei
Tyriaspis whitei è un pesce senza mascelle estinto, appartenente agli osteostraci. Visse nel Siluriano superiore (circa 420 milioni di anni fa) e i suoi resti fossili sono stati ritrovati in Europa.

## Descrizione
Questo pesce, che solitamente non superava la lunghezza di 10 centimetri, era caratterizzato da testa e parte anteriore del corpo racchiusi in un'armatura ossea e dotata di piccole escrescenze tondeggianti. Gli occhi erano posizionati nella parte anteriore, molto vicini fra loro sulla superficie superiore dell'armatura. La bocca era posta frontalmente o ventralmente, mentre il margine esterno dell'armatura era modificato in due strutture appiattite e dalla parte posteriore appuntita, simili ad alettoni. Il corpo scaglioso era robusto, ma si assottigliava vistosamente verso la parte posteriore. Erano presenti una pinna dorsale e una pinna caudale eterocerca.

## Classificazione
Tyriaspis whitei venne descritto per la prima volta nel 1967 da Heintz, sulla base di resti fossili ritrovati in Norvegia, nella zona di Ringerike. Tyriaspis è stato avvicinato ai generi Tremataspis e Dartmuthia, ed è probabile che fosse strettamente imparentato con quest'ultimo nella famiglia Dartmuthiidae, all'interno dei cefalaspidomorfi.

## Paleoecologia
Tyriaspis era un abitatore di fondale, e probabilmente era caratterizzato da un nuoto lento.